# Martina Borg
Martina Borg (24 ottobre 1996) è una calciatrice maltese, centrocampista dell'Hibernians e della nazionale maltese.

## Carriera

### Club
Nata a Malta nel 1996, inizia a giocare nel Pembroke Athleta, squadra del suo villaggio, rimanendovi per 7 anni, prima di passare all'Hibernians. In bianconero gioca nella massima serie Maltese, vincendo 4 campionati (2013-2014, 2014-2015 e 2015-2016) e 2 Coppe di Malta (2014-2015 e 2015-2016). Con l'Hibernians ha esordito anche nei turni preliminari della Women's Champions League, nell'agosto 2014, contro le bulgare dell'NSA Sofia.
Nell'estate 2017 lascia il suo Paese per trasferirsi in Italia, all'Apulia Trani, squadra di Serie B. Debutta il 15 ottobre, alla prima di campionato, partendo titolare e venendo sostituita al 56' della gara persa per 2-0 in casa contro la Lazio. Segna la sua prima rete il 5 novembre, accorciando le distanze all' 85' nella sconfitta esterna per 2-1 sul campo del Napoli Femminile. Termina con 24 presenze e 7 gol, chiudendo all'ottavo posto in classifica nel girone D, retrocedendo in Serie C.
Per la stagione 2018-2019 rimane in Serie B, diventata a girone unico, firmando con la Fortitudo Mozzecane, seconda nel girone C l'anno precedente. Nell'agosto 2019 si è trasferita in Sardegna, alla Torres, giocandovi per due stagioni consecutive in Serie C, culminate con la promozione in Serie B. Per la stagione 2021-22 si è trasferita alla Roma Calcio Femminile, tornando a giocare in Serie B. L'annata si concluse con la retrocessione della squadra romana e Borg tornò a Malta per giocare nuovamente con l'Hibernians.

### Nazionale
Ha esordito in Under-19 nel settembre 2013, giocandovi fino al 2014, in 6 gare ufficiali.
Il debutto in gara ufficiale con la nazionale maggiore è arrivato all'età di 17 anni, il 14 giugno 2014, quando è entrata al 70' al posto di Antoinette Sammut nella gara persa per 5-0 in trasferta a Inđija, contro la Serbia, nelle qualificazioni al Mondiale 2015 in Canada.
Ha segnato il suo primo gol ufficiale il 9 aprile 2015 nella sconfitta per 4-2 in casa ad Ħamrun contro le Fær Øer, nel turno preliminare delle qualificazioni all'Europeo 2017 nei Paesi Bassi, realizzando il momentaneo pareggio per 2-2 al 49'.

## Statistiche

### Presenze e reti nei club
Statistiche aggiornate al 26 agosto 2019.
| Stagione        | Squadra             | Campionato      | Campionato | Campionato | Coppe nazionali | Coppe nazionali | Coppe nazionali | Coppe continentali | Coppe continentali | Coppe continentali | Altre coppe | Altre coppe | Altre coppe | Totale | Totale |
| Stagione        | Squadra             | Comp            | Pres       | Reti       | Comp            | Pres            | Reti            | Comp               | Pres               | Reti               | Comp        | Pres        | Reti        | Pres   | Reti   |
| --------------- | ------------------- | --------------- | ---------- | ---------- | --------------- | --------------- | --------------- | ------------------ | ------------------ | ------------------ | ----------- | ----------- | ----------- | ------ | ------ |
| 2017-2018       | Apulia Trani        | B               | 24         | 7          | CI              | 0               | 0               | -                  | -                  | -                  | -           | -           | -           | 24     | 7      |
| 2018-2019       | Fortitudo Mozzecane | B               | 11         | 0          | CI              | 0               | 0               | -                  | -                  | -                  | -           | -           | -           | 11     | 0      |
| 2019-2020       | Torres              | C               | 0          | 0          | CI              | 0               | 0               | -                  | -                  | -                  | -           | -           | -           | 0      | 0      |
| Totale carriera | Totale carriera     | Totale carriera | 35         | 7          | -               | 0               | 0               | -                  | -                  | -                  | -           | -           | -           | 35     | 7      |

## Palmarès

### Club
- Campionato maltese: 3

Hibernians: 2013-2014, 2014-2015, 2015-2016
- Coppa di Malta: 2

Hibernians: 2014-2015, 2015-2016
- Supercoppa di Malta: 3

Hibernians: 2014, 2015, 2016